# Ulee’s Gold
Ulee’s Gold ist ein US-amerikanisches Filmdrama aus dem Jahr 1997. Regie führte Victor Nuñez, der auch das Drehbuch schrieb.

## Handlung
Ulysses („Ulee“) Jackson, der als Soldat im Vietnamkrieg kämpfte, lebt in Florida und züchtet wie sein Vater Bienen. Er ist seit sechs Jahren verwitwet. Ulysses zieht Casey und Penny auf, die Töchter seines wegen eines bewaffneten Raubüberfalls inhaftierten Sohnes Jimmy und dessen verschollener drogenabhängiger Ehefrau Helen. Die Mädchen freunden sich mit der Nachbarin Connie Hope an, einer zweimal geschiedenen Krankenschwester.
Eines Tages wird Ulysses von Jimmy angerufen, der erzählt, dass Helen von seinen zwei einstigen Komplizen in Orlando gefangen gehalten wird. Es gelingt ihm, sie nach Hause zu holen, aber die Enkeltöchter müssen dann Entgiftung und Entzugserscheinungen aus der Nähe beobachten. Connie steht ihnen mit Rat und Tat in diesen Tagen bei. Die anstrengende Handarbeit in den Bienenstöcken hilft der Patientin, einen klaren Kopf zu bekommen.
Die Männer fordern einen Anteil an der Beute aus einem Verbrechen. Ulysses setzt sich gegen die Verbrecher durch und wird dabei verletzt. Die beiden Männer werden verhaftet und das Geld von der Polizei konfisziert. Der örtliche Sheriff – mit Ulee befreundet – forscht über die Hintergründe nicht weiter nach. Das Ereignis schweißt die Familie wieder zusammen. Jimmy möchte nach seiner Entlassung aus der Haft im Familienbetrieb weiterarbeiten. Ulysses – der sich anfänglich sehr gegen die Hilfe von Connie gewehrt hat – lädt sie zu sich nach Hause zum Essen ein.

## Rezeption

### Kritiken
Mit Stand Dezember 2023 steht der Film bei Rotten Tomatoes bei 94 Prozent mit 51 ausgewerteten Kritiken. Die IMDb zählt genau 7 von 10 Punkten bei mehr als 7500 abgegebenen Zuschauerbewertungen.
James Berardinelli schrieb auf ReelViews, die Darstellung von Peter Fonda erinnere an dessen Vater Henry Fonda. Sein „subtiles“ und „nuanciertes“ Spiel zeige den Schmerz und die Unsicherheit der Hauptfigur hinter derer „sorgfältig aufgebauten Fassade“. Die kriminellen Aspekte der Handlung würden das Niveau der Stereotype kaum übersteigen. Der Film biete jedoch auch komplexere Elemente wie die Beziehung von Ulysses zu dessen Enkelkindern.
Janet Maslin schrieb in der New York Times vom 13. Juni 1997, die „leise frappierende“ Darstellung von Peter Fonda sei die „große Überraschung“ des Sundance Film Festivals im Jahr 1997 gewesen. Sie sei die „feinste Arbeit“ seiner Karriere. Der Film sei ebenfalls die beste Arbeit des Regisseurs; er sei „schön“ und „tiefgefühlt“, eine „Oase der Menschlichkeit“.

### Auszeichnungen
Peter Fonda wurde im Jahr 1998 als Bester Hauptdarsteller für den Oscar nominiert. Er gewann 1998 als Bester Hauptdarsteller – Drama den Golden Globe Award; außerdem gewann er 1997 den New York Film Critics Circle Award, 1998 den Dallas-Fort Worth Film Critics Association Award und den Southeastern Film Critics Association Award. Fonda wurde 1998 für den Screen Actors Guild Award und den Online Film Critics Society Award nominiert.
Der Film wurde in fünf Kategorien für den Independent Spirit Award nominiert: Victor Nuñez als Regisseur und als Drehbuchautor, die Produzenten, Peter Fonda und Patricia Richardson. Jessica Biel gewann 1998 den Young Artist Award, für den außerdem Vanessa Zima nominiert wurde.
Victor Nuñez wurde 1997 für einen Preis des italienischen Festival Internazionale del Giallo e del Mistero di Cattolica (MystFest) nominiert. Im Jahr 1997 gewann er einen Preis des Deauville Film Festivals und wurde für einen weiteren nominiert. Er gewann 1998 den Publikumspreis des Festivals Fantasporto und wurde für den ALMA Award nominiert.

## Hintergründe
Der Film wurde in Florida gedreht. Seine Produktionskosten betrugen schätzungsweise 2,7 Millionen US-Dollar. Die Weltpremiere fand am 22. Januar 1997 auf dem Sundance Film Festival statt; am 13. Juni 1997 kam der Film in die Kinos der USA, in denen er ca. 9,05 Millionen US-Dollar einspielte. Erstaufführungsdatum in der Bundesrepublik Deutschland war der 30. April 1998.
Jessica Biel spielte in Ulee’s Gold ihre erste Rolle in einem Spielfilm.
Der Song im Abspann ist Tupelo Honey, entnommen dem gleichnamigen Album von Van Morrison.